# Sans fin
Pour plus de détails, voir Fiche technique et Distribution.
Sans fin (Bez końca) est un film polonais de Krzysztof Kieślowski sorti en 1985.

## Synopsis
1982 : la Pologne est placée sous la loi martiale, et Solidarność est interdit. Ulla, une traductrice polonaise, perd son mari Antek, avocat. Tiraillée par la douleur entre le besoin de se souvenir et celui d'oublier, elle continue de voir son mari. Alors qu'elle cherche à noyer cette obsession dans le travail, dans son amour pour son fils, dans le sexe, et même dans l'hypnose, elle est contactée par la femme de Darek, un client de son mari, emprisonné en raison de son engagement au sein de Solidarność.

## Fiche technique
- Titre : Sans fin
- Titre original : Bez końca
- Réalisation : Krzysztof Kieślowski
- Scénario : Krzysztof Piesiewicz, Krzysztof Kieślowski
- Pays de production :  Pologne
- Production :Tor Production (Pologne)
- Producteur : Ryszard Chutkowski
- Directeur de la photographie : Jacek Petrycki
- Décors : Allan Starski
- Musique originale : Zbigniew Preisner
- Son : Michał Żarnecki
- Montage : Krystyna Rutkowska
- Format : Couleur - 35 mm
- Durée : 1h 47 min
- Distribution :
  -  France : Cannon France
- Dates de sortie : 
  - Pologne : 17 juin 1985[1]
  - France : 26 octobre 1988

## Distribution
- Grażyna Szapołowska : Urszula Zyro
- Maria Pakulnis : Joanna Stach
- Aleksander Bardini : avocat Mieczyslaw Labrador
- Jerzy Radziwilowicz : Antek Zyro
- Artur Barcis : Darek Stach
- Michal Bajor : Miecio (aplikant)
- Marek Kondrat : Tomek, ami d'Antek
- Tadeusz Bradecki : Hipnotyzator
- Katarzyna Figura : assistante de l'hypnotiseur
- Danny Webb : Américain
- Krzysztof Krzeminski : Jacek Zyro
- Marzena Trybala : Marta Duraj
- Elzbieta Kilarska : mère d'Antoni
- Hanna Dunowska : Justyna
- Anna Dymna : Maman